# Cestistica Spezzina 2015-2016
Questa voce raccoglie le informazioni riguardanti la Cestistica Spezzina nelle competizioni ufficiali della stagione 2015-2016.

## Stagione
La stagione 2015-2016 della Cestistica Spezzina, sponsorizzata Carispezia Termo è la settima che disputa in Serie A2. Partecipa alle Final Four di Coppa Italia di Serie A2, perdendo la finale il 6 marzo 2016 contro Broni.
Il 22 maggio 2016 vince i play-off in gara 3 contro Crema e viene promossa in Serie A1.

## Verdetti stagionali
Competizioni nazionali
- Serie A2:

stagione regolare: 1º posto su 14 squadre (25-1);
play-off promozione: Vincitrice contro Crema (2-1).
- Coppa Italia di Serie A2:

finale persa contro Broni (48-77).

## Rosa
|    | Naz.                | Ruolo | Sportivo                | Anno | Alt. |  |        |
| -- | ------------------- | ----- | ----------------------- | ---- | ---- |  | ------ |
| 5  | Italia (bandiera)   | A     | Marta Aldrighetti       | 1997 | 178  |  |        |
| 6  | Italia (bandiera)   | P     | Margherita Corradino    | 1999 | 175  |  |        |
| 7  | Italia (bandiera)   | P     | Federica Alesiani       | 1997 | 170  |  |        |
| 8  | Lettonia (bandiera) | AC    | Lauma Reke              | 1986 | 185  |  |        |
| 9  | Italia (bandiera)   | G     | Veronica Ardoino        | 1998 | 177  |  |        |
| 10 | Italia (bandiera)   | P     | Valentina Costa         | 1984 | 168  |  |        |
| 11 | Italia (bandiera)   | P     | Marta Granzotto         | 1992 | 175  |  |        |
| 14 | Italia (bandiera)   | A     | Elisabetta Linguaglossa | 1987 | 184  |  | (cap.) |
| 16 | Italia (bandiera)   | A     | Lorenza Arata           | 1999 | 185  |  | [ 5 ]  |
| 17 | Italia (bandiera)   | A     | Irene Tosi              | 1997 | 180  |  |        |
| 18 | Italia (bandiera)   | A     | Eugenia Caldaro         | 1996 | 178  |  |        |
| 21 | Italia (bandiera)   | C     | Emanuela Valente        | 1997 | 185  |  | [ 6 ]  |
| 23 | Italia (bandiera)   | A     | Laura Reani             | 1996 | 183  |  |        |

## Mercato

### Sessione estiva
| Acquisti | Acquisti        | Acquisti        | Acquisti   |
| R.       | Nome            | da              | Modalità   |
| -------- | --------------- | --------------- | ---------- |
| AC       | Lauma Reke      | CUS Cagliari    | definitivo |
| P        | Valentina Costa | NBA-Zena        | definitivo |
| PG       | Marta Granzotto | Azzurra Orvieto | definitivo |
| A        | Irene Tosi      | Magika          | definitivo |
| A        | Eugenia Caldaro | Vicenza         | prestito   |
| AC       | Laura Reani     | Famila Schio    | prestito   |

| Cessioni | Cessioni        | Cessioni           | Cessioni       |
| R.       | Nome            | a                  | Modalità       |
| -------- | --------------- | ------------------ | -------------- |
| G        | Stefanie Corgel | -                  | fine contratto |
| AC       | Soulijah Evans  | -                  | fine contratto |
| C        | Giorgia Manfré  | S. Salv. Selargius | fine contratto |

### Sessione autunnale
| Acquisti | Acquisti         | Acquisti           | Acquisti   |
| R.       | Nome             | da                 | Modalità   |
| -------- | ---------------- | ------------------ | ---------- |
| C        | Emanuela Valente | Intrepida Brindisi | definitivo |

| Cessioni | Cessioni | Cessioni | Cessioni |
| R.       | Nome     | a        | Modalità |
| -------- | -------- | -------- | -------- |

## Risultati

### Coppa Italia di Serie A2

#### Semifinale
| Arbitri: | Chiara Corrias Claudia Ferrara Chiara Bettini |

|         |          |          |
| Reke 18 | Punti    | 12 Cerri |
| Costa 3 | Assist   | 3 Conti  |
| Reke 11 | Rimbalzi | 16 Cerri |

#### Finale
| Arbitri: | Irene Frosolini Chiara Bettini |

|             |          |           |
| Reke 26     | Punti    | 19 Bratka |
| Granzotto 2 | Assist   | 6 Soli    |
| Reke 7      | Rimbalzi | 10 Bratka |

## Statistiche

### Statistiche di squadra
| Competizione          | Punti | In casa | In casa | In casa | In casa | In casa | In trasferta | In trasferta | In trasferta | In trasferta | In trasferta | Totale | Totale | Totale | Totale | Totale | Totale |
| Competizione          | Punti | G       | V       | P       | Ptf     | Pts     | G            | V            | P            | Ptf          | Pts          | G      | V      | P      | Ptf    | Pts    | Diff.  |
| --------------------- | ----- | ------- | ------- | ------- | ------- | ------- | ------------ | ------------ | ------------ | ------------ | ------------ | ------ | ------ | ------ | ------ | ------ | ------ |
| Serie A2              | 50    | 13      | 12      | 1       | 933     | 655     | 13           | 13           | 0            | 966          | 731          | 26     | 25     | 1      | 1899   | 1386   | +513   |
| Play-off promozione   |       | 4       | 3       | 1       | 240     | 199     | 3            | 3            | 0            | 200          | 161          | 7      | 6      | 1      | 440    | 360    | +80    |
| Coppa Italia Serie A2 |       | -       | -       | -       | -       | -       | 2            | 1            | 1            | 100          | 124          | 2      | 1      | 1      | 100    | 124    | -24    |
| Totale                | 50    | 17      | 15      | 2       | 1173    | 854     | 18           | 17           | 1            | 1266         | 1016         | 35     | 32     | 3      | 2439   | 1870   | +569   |

### Statistiche delle giocatrici
Totale: Campionato (stagione regolare e play-off promozione) e Coppa Italia
| Giocatrice              | Partite | Partite | Partite | Pun | Min. | Falli | Falli | Tiri da 2 | Tiri da 2 | Tiri da 2 | Tiri da 3 | Tiri da 3 | Tiri da 3 | Tiri Liberi | Tiri Liberi | Tiri Liberi | Rimbalzi | Rimbalzi | Rimbalzi | Stopp. | Stopp. | Palle | Palle | Ass | Val. | Val.  | A+dP |
| Giocatrice              | Pr      | PG      | SF      | Pun | Min. | C     | S     | R         | T         | %         | R         | T         | %         | R           | T           | %           | O        | D        | T        | D      | S      | P     | R     | Ass | Lega | OER   | A+dP |
| ----------------------- | ------- | ------- | ------- | --- | ---- | ----- | ----- | --------- | --------- | --------- | --------- | --------- | --------- | ----------- | ----------- | ----------- | -------- | -------- | -------- | ------ | ------ | ----- | ----- | --- | ---- | ----- | ---- |
| Lauma Reke              | 35      | 35      | 34      | 640 | 1169 | 69    | 156   | 172       | 370       | 46,5      | 58        | 178       | 32,6      | 122         | 159         | 76,7        | 100      | 308      | 408      | 6      | 14     | 95    | 85    | 24  | 786  | 84,86 | 14   |
| Marta Granzotto         | 35      | 35      | 32      | 399 | 1107 | 51    | 58    | 96        | 186       | 51,6      | 59        | 183       | 32,2      | 30          | 48          | 62,5        | 24       | 94       | 118      | 10     | 4      | 75    | 128   | 43  | 394  | 77,83 | 96   |
| Laura Reani             | 35      | 35      | 15      | 286 | 760  | 59    | 52    | 113       | 212       | 53,3      | 5         | 15        | 33,3      | 45          | 62          | 72,6        | 35       | 84       | 119      | 14     | 3      | 46    | 25    | 13  | 275  | 83,94 | -8   |
| Valentina Costa         | 35      | 35      | 35      | 284 | 1106 | 50    | 115   | 99        | 196       | 50,5      | 11        | 49        | 22,4      | 53          | 70          | 75,7        | 21       | 75       | 96       |        | 4      | 59    | 46    | 50  | 326  | 77,80 | 37   |
| Elisabetta Linguaglossa | 35      | 33      | 27      | 234 | 863  | 80    | 44    | 49        | 126       | 38,9      | 36        | 131       | 27,5      | 28          | 42          | 66,7        | 45       | 136      | 181      | 30     | 1      | 63    | 40    | 17  | 216  | 55,31 | -6   |
| Margherita Corradino    | 34      | 34      | 5       | 212 | 662  | 59    | 58    | 53        | 87        | 60,9      | 22        | 85        | 25,9      | 40          | 50          | 80,0        | 22       | 45       | 67       |        | 5      | 47    | 52    | 12  | 183  | 78,41 | 17   |
| Eugenia Caldaro         | 35      | 35      | 7       | 125 | 448  | 68    | 27    | 43        | 106       | 40,6      | 4         | 19        | 21,1      | 27          | 35          | 77,1        | 39       | 54       | 93       | 1      | 4      | 24    | 12    | 3   | 79   | 62,94 | -9   |
| Federica Alesiani       | 34      | 32      | 6       | 118 | 472  | 45    | 31    | 29        | 53        | 54,7      | 15        | 64        | 23,4      | 15          | 28          | 53,6        | 10       | 34       | 44       | 1      | 6      | 45    | 20    | 17  | 49   | 44,47 | -8   |
| Marta Aldrighetti       | 34      | 26      | 10      | 61  | 256  | 27    | 6     | 15        | 33        | 45,5      | 10        | 32        | 31,2      | 1           | 6           | 16,7        | 5        | 28       | 33       | 1      | 3      | 22    | 6     | 5   | 15   | 38,94 | -11  |
| Emanuela Valente        | 31      | 19      | 2       | 43  | 114  | 22    | 13    | 16        | 39        | 41,0      | 0         | 2         | 0,0       | 11          | 14          | 78,6        | 12       | 13       | 25       |        |        | 8     | 6     |     | 29   | 44,10 | -2   |
| Irene Tosi              | 31      | 13      | 1       | 28  | 113  | 14    | 8     | 9         | 21        | 42,9      | 2         | 7         | 28,6      | 4           | 6           | 66,7        | 4        | 13       | 17       |        | 1      | 17    |       |     | 2    | 35,00 | -17  |
| Veronica Ardoino        | 29      | 13      | 1       | 9   | 80   | 10    | 4     | 2         | 5         | 40,0      | 0         | 2         | 0,0       | 5           | 6           | 83,3        |          | 4        | 4        |        | 2      | 5     | 1     | 1   | -4   | 7,00  | -3   |
| Lorenza Arata           | 2       |         |         |     |      |       |       |           |           |           |           |           |           |             |             |             |          |          |          |        |        |       |       |     |      | 0,00  |      |